# PostScript Printer Description
PostScript Printer Description (PPD; deutsch „PostScript-Drucker-Beschreibung“) ist eine Textdatei, in der die speziellen Eigenschaften eines PostScript-Druckers beschrieben werden. Damit können die Druckroutinen des Betriebssystems (bzw. des druckenden Programms) die verfügbaren Bildauflösungen, Rasterungsmethoden, Papiergrößen, Papierfächer, eingebauten Schriften usw. berücksichtigen und dem Benutzer eine druckerspezifische Auswahl anbieten, obwohl typischerweise für alle PostScript-Druckermodelle derselbe Druckertreiber verwendet wird.
Bei der Installation der meisten aktuellen Betriebssysteme wird neben einem PostScript-Druckertreiber auch eine Reihe von PPDs für die gängigsten Druckermodelle installiert.

## Beispiel
```
*
% =================================

*
% Basic Device Capabilities

*
% =================================

*LanguageLevel:
 
"2"

*ColorDevice:
 
True

*DefaultColorSpace:
 
CMYK

*TTRasterizer:
 
Type42

*FileSystem:
 
False

*Throughput:
 
"10"

```